# Estatua en el parque de Versalles
Estatua en el parque de Versalles es una pintura al óleo sobre tabla (34,3 × 26,5 cm) de Giovanni Boldini, pintor italiano afincado en París. Se estima que la obra data de 1895 y se encuentra hoy en una colección privada. 

## Origen
Boldini representa la Venus saliendo del baño, conocida como Venus Richelieu, escultura del siglo XVII de Pierre Le Gros el Viejo situada en la avenida real del parque de Versalles, salpicada por doce estatuas y otros tantos grandes jarrones de mármol. El pintor regresa a los lugares que visitó veinte años antes, fascinado por el mármol cuya blancura hacía brillar el sol. El esplendor pasado ha dado paso a la melancolía que se extiende sobre el palacio y el parque representado en otoño.

## Análisis
El mármol que refleja el castaño de los árboles adquiere en algunos lugares el color de la madera. Un torbellino de viento, materializado por el toque vibrante del pincel, levanta y gira las hojas caídas delante y alrededor de la estatua, revoloteando algunas en primer plano. El otoño establece así un paralelo entre naturaleza e historia: es el símbolo de la decadencia de la monarquía y, con ella, del esplendor de Versalles. 